# Pteredoa crystalloides
Pteredoa crystalloides är en fjärilsart som beskrevs av Collenette 1936. Pteredoa crystalloides ingår i släktet Pteredoa och familjen tofsspinnare. Inga underarter finns listade.